# Hampnett
Hampnett – wieś i civil parish w Anglii, w Gloucestershire, w dystrykcie Cotswold. W 2001 civil parish liczyła 62 mieszkańców. Hampnett jest wspomniana w Domesday Book (1086) jako Hantone.